# Santa María Asunción (Hidalgo)
Santa María Asunción es una localidad de México localizada en el municipio de Tulancingo de Bravo en el estado de Hidalgo.

## Geografía
Se encuentra en la región geográfica del Valle de Tulancingo, le corresponden las coordenadas geográficas 20° 09’ 20.885” de latitud norte y 98° 16’ 09.460” de longitud oeste, con una altitud de 2188 m s. n. m. En cuanto a fisiografía se encuentra en la provincia de la Eje Neovolcánico, dentro de la subprovincia del Lagos y Volcanes de Anáhuac; su terreno es de llanura y sierra. En lo que respecta a la hidrografía se encuentra posicionado en la región del Pánuco, dentro de la cuenca del río Moctezuma, y dentro de las subcuenca del río Metztitlán. Cuenta con un clima templado subhúmedo con lluvias en verano, de mayor humedad.

## Demografía
En 2020 registró una población de 3695 personas, lo que corresponde al 2.20 % de la población municipal. De los cuales 1728 son hombres y 1967 son mujeres.
| Gráfica de evolución demográfica de Santa María Asunción entre 1900 y 2020                   |
|                                                                                              |
| Población de los censos y conteos del Instituto Nacional de Estadística y Geografía (INEGI). |